# 8272 Iitatemura
8272 Iitatemura è un asteroide della fascia principale. Scoperto nel 1989, presenta un'orbita caratterizzata da un semiasse maggiore pari a 2,3845410 UA e da un'eccentricità di 0,1523423, inclinata di 6,65989° rispetto all'eclittica.